# San Isidro (Northern Samar)
San Isidro is een gemeente in de Filipijnse provincie Northern Samar op het eiland Samar. Bij de laatste census in 2007 had de gemeente bijna 24 duizend inwoners.

## Geografie

### Bestuurlijke indeling
San Isidro is onderverdeeld in de volgende 14 barangays:
| - Alegria - Balite - Buenavista - Caglanipao - Happy Valley - Mabuhay - Palanit | - Poblacion Norte - Poblacion Sur - Salvacion - San Juan - San Roque - Seven Hills - Veriato |

## Demografie
San Isidro had bij de census van 2007 een inwoneraantal van 23.573 mensen. Dit zijn 726 mensen (3,2%) meer dan bij de vorige census van 2000. De gemiddelde jaarlijkse groei komt daarmee uit op 0,43%, hetgeen lager is dan het landelijk jaarlijks gemiddelde over deze periode (2,04%). Vergeleken met de census van 1995 is het aantal mensen met 582 (2,5%) toegenomen.

De bevolkingsdichtheid van San Isidro was ten tijde van de laatste census, met 23.573 inwoners op 255,9 km², 92,1 mensen per km².